# Curia (moglie di Quinto Lucrezio)
Curia o Turia o Thuria (I secolo a.C.; 60 a.C. – 5 a.C.) fu la moglie del politico e militare romano Quinto Lucrezio Vespillone.

## Biografia
Curia sposò Quinto Lucrezio Vespillone tra il 49 e il 42 a.C. e il matrimonio durò quarant'anni. La coppia non ebbe figli: quando Curia propose al marito di divorziare da lei per cercare una donna da cui avere un erede, Quinto rifiutò e i due rimasero insieme per il resto delle loro vite.
Quando Quinto si attirò l'inimicizia dei triumviri, gli altri uomini elencati nelle liste di proscrizione fuggirono da Roma: Curia invece consigliò al marito di rimanere a casa e lo nascose con tanta abilità e intelligenza che nessuno dei suoi rivali sospettò mai che l'uomo fosse ancora in città. Per rendere più convincente l'ipotesi che Quinto fosse fuggito, Curia cominciò ad aggirarsi per Roma con una faccia triste e le vesti logore, fingendosi addolorata per la perdita del marito lontano o forse morto in qualche campo di battaglia.
La devozione di Curia era talmente nota e proverbiale che Valerio Massimo la cita come una delle tre donne romane dall'eccezionale fibra morale, insieme con Emilia Terzia e Sulpicia. Sempre per la sua fedeltà viene ricordata da Boccaccio nel De mulieribus claris.

## Epitaffio
Curia, o Turia, è stata storicamente identificata come la destinataria dell'epigrafe nota come "Laudatio Turiae", una pietra tombale così chiamata perché in essa un marito declama la grande devozione della moglie, il cui nome non viene mai menzionato. L'identificazione della donna in questione con Curia è oggi generalmente rifiutata dagli studiosi.